# 엥가주

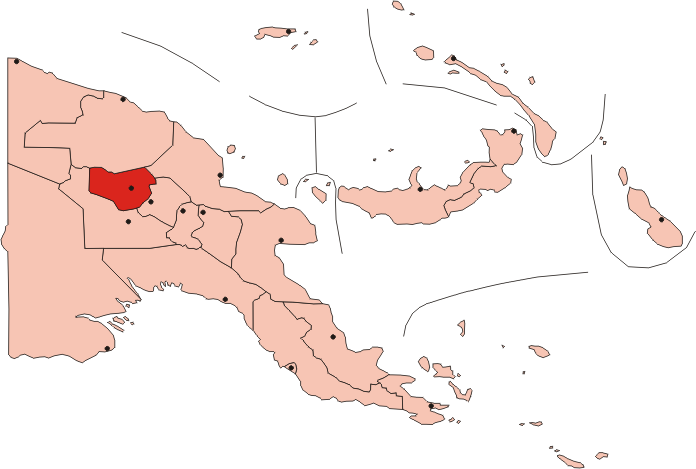
엥가주

엥가주(Enga)는 파푸아뉴기니의 고지대에 위치한 주이다. 엥가는 이 지역의 다수를 차지하고 있는 민족의 이름이기도 하다.

## 지리
엥가는 파푸아뉴기니에서 가장 산악지형이 두드러진 곳이다. 전체 면적은 12,800 km2이며 대부분이 해발 2,000 m 이상에 달하는 곳에 위치한다. 저지대는 주로 라가이프강(플라이강으로 흘러들어감)과 라이강(세픽강으로 흘러들어감)이 흐르는 계곡 지역이다.

## 민족
2000년 파푸아뉴기니 인구 통계에 따르면 엥가주에는 295,031명이 살고 있으나 통계자료의 정확성을 의심하는 사람들도 있다. 주도는 와바그이며 다른 주요 도시는 와페나만다와 라이아감이다. 주의 서쪽 경계의 포르게라는 금광 산업의 중심지이다.
엥가는 파푸아뉴기니의 다른 주들과 다르게 하나의 민족과 언어가 중심을 이루고 있다. 엥가어는 서쪽의 라이아감에서 동쪽의 와페나만다에 이르기까지 방언적 차이가 크지만 엥가인들의 공통된 민족 정체성은 주 내의 다른 언어(포르게라 주변의 이피어와 네테어) 화자들을 그늘지게 하고 있다.

## 문화
파푸아뉴기니 고지대의 다른 민족들과 마찬가지로 엥가인들은 전통적으로 지역 곳곳에 작은 마을을 이루고 흩어져 살고 있었다. 주식은 고구마이지만 돼지고기도 먹는 편이다. 돼지는 전통적으로 중요한 재산으로 간주되어 교환물로 사용되었다.
엥가 문화는 과거에 남녀를 엄격히 격리시켰다. 젊은 남성들은 "티이"라고 불리는 전통적인 의식에서 눈을 물로 씻는 것으로 여성들과의 접촉에서 온 타락을 씻어냈으며 자신들의 머리카락으로 가발을 만드는 등의 공예를 했다. 새 깃털을 꽂은 이 가발은 현재까지도 엥가 문화의 상징으로 받아들여지고 있다.
엥가의 주 종교는 가톨릭과 제칠일안식일예수재림교회이다.

## 역사
엥가의 고고학적 연구는 그리 진전되지 않았으나 이 지역은 12,000년간 사람이 거주한 것으로 드러났다. 유럽인들(주로 황금을 찾아 나선 오스트레일리아인들)은 1920년대에 처음 엥가에 들어섰으며 1930년대에 이르러 본격적인 탐사가 시작되었다. 제2차 세계 대전 동안 엥가는 정부에 의해 제대로 지도도 작성되지 않은 채로 남아 있었으며 1949년에야 루터교와 가톨릭 선교사들의 입주가 허가되었으나 1950년대까지 영구적으로 머무르는 것은 허가되지 않았다.
엥가는 1975년 파푸아뉴기니의 독립 이전까지 서하이랜드주의 일부였으나 독립과 함께 엥가어 사용 지역이 독립된 주로 설립되었다. 엥가주 정부는 부패와 무능력으로 점철된 역사를 갖고 있으며 신뢰할 수 없다는 이유로 중앙 정부로부터 세 차례나 탄핵된 역사를 갖고 있다.
2024년 5월 24일 엥가주 마입무리타카 교외 LLG 지역에서 산사태가 발생(2024년 엥가 산사태). 산사태로 6명이 사망했음을 확인했고 공식적인 사망자수는 집계되지 않았으나 대부분의 출처에서 100명 이상이 사망했다고 보도하고 있다. 또한 카오칼람과 얌발리 마을에서만 최소 3천명이 실종되었다고 보고 있다. 유엔은 산사태로 최소 670명이 매몰되었다고 추정하고 있다.